# Barshi
Barshi är en stad i den indiska delstaten Maharashtra. Den är den näst största staden i distriktet Sholapur och hade 118 722 invånare vid folkräkningen 2011.